# Hippolyte Sebert
Hippolyte Sebert (30. ledna 1839, Verberie, Francie – 23. ledna 1930, Paříž) byl francouzský generál dělostřelectva, esperantista, vědec, vynálezce a člen Francouzské akademie věd.
Společně s dr. Javalem založil kancelář Esperantista Centra Oficejo, ústředí mezinárodní propagace a vyučování. Kromě mnoha článků napsal výborné publikace o mezinárodním jazyce a byl mecenášem esperantského hnutí.
Od roku 1901 do 1929 byl prezidentem fotografické společnosti Société française de photographie.